# Gobierno de Virgilio Barco
El gobierno de Virgilio Barco inició el 7 de agosto de 1986 y finalizó el 7 de agosto de 1990, su predecesor fue el gobierno de Belisario Betancur y su sucesor fue el gobierno de César Gaviria.

## Llegada al poder

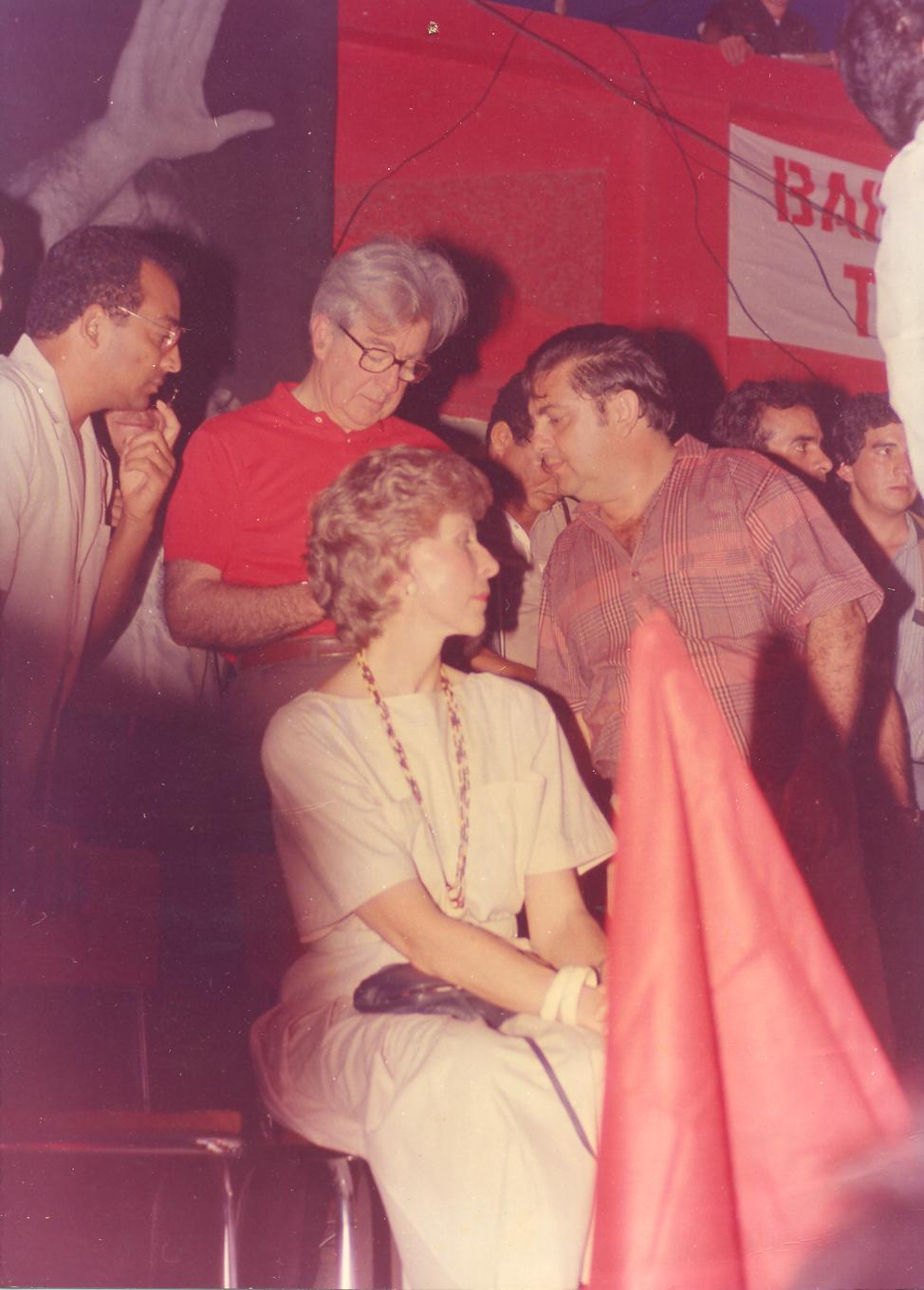
Barco y su esposa en campaña, 1985

### Campaña presidencial
Para elecciones presidenciales de Colombia de 1986 fue Alfonso López Michelsen quien impulsó la candidatura de Virgilio Barco por el Partido Liberal. Cuando los periodistas preguntaron su opinión acerca de la candidatura liberal y este respondió con la famosa frase "¿Si no es Barco quién?". 
En las elecciones recibió el respaldo de todas las facciones de su partido, principalmente la del dirigente liberal y contralor general de la República en el periodo de 1982 - 1990, Rodolfo González quien con su grupo político llamado la Confederación Liberal de Santander del cual era su jefe máximo, ayudó e impulso arduamente a que Barco pudiese ser el triunfador de la contienda electoral popular para presidente de la época, con la suma aún de la disidencia Nuevo Liberalismo de Luis Carlos Galán, quien encontró en Barco una garantía de unidad. 
Su rival fue el dirigente conservador Álvaro Gómez; el resultado fue de 4 214 000 votos (la votación más alta de la historia hasta ese momento), más del 59 %, para Barco, frente a 2 586 825 de su adversario principal, y 328 641 del candidato de la Unión Patriótica Jaime Pardo Leal.

## Gobierno
Tras asumir la presidencia de Colombia el 7 de agosto de 1986, Barco emprendió el esquema gobierno-oposición para acabar con los vestigios del Frente Nacional, por lo que contó en su gabinete sólo con representantes del Partido Liberal, ya que hasta 1986 se había prolongado la participación de ambos partidos en el gobierno. Su decisión se dio porque al ofrecerle una cuota a los conservadores, que estos consideraron insultante, él decidió no darles ninguna participación en su gobierno.
Su mandato tuvo como grandes ejes los programas contra la pobreza, el diálogo con las guerrillas y la lucha contra el narcotráfico. 
Su gobierno comenzó a aplicar un nuevo modelo de Administración Pública que buscaba cinco objetivos prioritarios: productividad social de los recursos públicos, democratización de la administración pública, eficiencia y responsabilidad de instituciones y funcionarios, capacidad de gerencia y administración y fortalecimiento institucional de la Presidencia de Colombia, mediante decisiones políticas del Presidente o a través de leyes y de actos reformatorios de la Constitución. 
Se realizó la primera elección popular de alcaldes en 1988 y se creó la Consejería Presidencial para los Derechos Humanos. Retomó y fortaleció el Programa Nacional de Rehabilitación (PNR) amplió los programas del fondo de Desarrollo Integral Campesino (DRI).
Barco creó la Comisión Presidencial para la Reforma de la Administración Pública del Estado Colombiano a través del decreto 1150. De ella formaron parte Alberto Hernández, Eduardo Aldana, Blanca Libia Arias, Alfonso Esguerra, José Vicente Kataraín, Manuel Rodríguez, Fernando Botero Zea y Rudolf Hommes.
Por su parte, el empresario Germán Montoya fue nombrado en el puesto de secretario general de la Presidencia. Según la revista Semana, para varios opositores Montoya era “quien realmente tomaba las grandes decisiones en Palacio”. Por su parte, el diario El Tiempo lo describió como “la inconfundible mano derecha del ex jefe del Estado”. En el mismo sentido, varios medios de comunicación han especulado que Barco padecía la enfermedad de Alzheimer al final del mandato, lo que habría reforzado la posición de Montoya en la toma de decisiones dentro del gobierno.

## Gabinete ministerial
Barco fue el primer presidente en varias décadas en apostar por un sistema de gobierno-oposición, en el que incluyó en su gabinete a miembros de su partido, únicamente.
| Ministerio                              | Imagen                                                        | Nombre                                  | Partido         | Inicio | Final |
| --------------------------------------- | ------------------------------------------------------------- | --------------------------------------- | --------------- | ------ | ----- |
| Designado Presidencial                  |                                                               | Víctor Mosquera Chaux                   | Partido Liberal | 1996   | 1990  |
| Ministro de Gobierno                    |                                                               | Fernando Cepeda (1986-1987)             | Partido Liberal |        |       |
| Ministro de Gobierno                    | César Gaviria (1987-1989)                                     |                                         | Partido Liberal |        |       |
| Ministro de Gobierno                    | Raúl Orejuela (1989)                                          |                                         | Partido Liberal |        |       |
| Ministro de Gobierno                    | Orlando Vásquez Velásquez (1989)                              |                                         | Partido Liberal |        |       |
| Ministro de Gobierno                    | Carlos Lemos Simmonds (1989-1990)                             |                                         | Partido Liberal |        |       |
| Ministro de Gobierno                    | Horacio Serpa (1990).                                         |                                         | Partido Liberal |        |       |
| Ministro de Hacienda y Crédito Público  |                                                               | César Gaviria (1986-1987);              | Partido Liberal |        |       |
| Ministro de Hacienda y Crédito Público  | Luis Fernando Alarcón Mantilla (1987-1990).                   |                                         | Partido Liberal |        |       |
| Ministro de Defensa                     |                                                               | Gral. Rafael Samudio (1986-1988)        |                 |        |       |
| Ministro de Defensa                     | Gral. Manuel Jaime Guerrero Paz (8 de noviembre de 1988-1989) |                                         |                 |        |       |
| Ministro de Defensa                     | Gral. Óscar Botero Restrepo (agosto de 1989-1990)             |                                         |                 |        |       |
| Ministro de Desarrollo Económico        |                                                               | Miguel Merino Gordillo (1986-1988)      | Partido Liberal |        |       |
| Ministro de Desarrollo Económico        | Carlos Arturo Marulanda (1988-1989)                           |                                         | Partido Liberal |        |       |
| Ministro de Desarrollo Económico        | María Mercedes Cuellar (1989-1990)                            |                                         | Partido Liberal |        |       |
| Ministro de Justicia                    |                                                               | José Manuel Arias Carrizosa (1986-1987) | Partido Liberal |        |       |
| Ministro de Justicia                    | Edmundo López (1987)                                          |                                         | Partido Liberal |        |       |
| Ministro de Justicia                    | Eduardo Suescún (1987)                                        |                                         | Partido Liberal |        |       |
| Ministro de Justicia                    | Enrique Low Murtra (1987-1989)                                |                                         | Partido Liberal |        |       |
| Ministro de Justicia                    | Mónica de Greiff (1989-1990)                                  |                                         | Partido Liberal |        |       |
| Ministro de Justicia                    | Roberto Salazar (1990)                                        |                                         | Partido Liberal |        |       |
| Ministro de Relaciones Exteriores       |                                                               | Julio Londoño Paredes (1986-1990)       | Partido Liberal |        |       |
| Ministro de Comunicaciones              |                                                               | William Fadul (1986-1987)               | Partido Liberal |        |       |
| Ministro de Comunicaciones              | Edmundo López 1987                                            |                                         | Partido Liberal |        |       |
| Ministro de Comunicaciones              | Fernando Cepeda (1987-1988)                                   |                                         | Partido Liberal |        |       |
| Ministro de Comunicaciones              | Pedro Martín Leyes (1988-1989)                                |                                         | Partido Liberal |        |       |
| Ministro de Comunicaciones              | Carlos Lemos Simmonds (1989)                                  |                                         | Partido Liberal |        |       |
| Ministro de Comunicaciones              | Enrique Danies (1989-1990)                                    |                                         | Partido Liberal |        |       |
| Ministro de Agricultura                 |                                                               | José Fernando Botero (1986-1988)        | Partido Liberal |        |       |
| Ministro de Agricultura                 | Luis Guillermo Parra (1986-1988)                              |                                         | Partido Liberal |        |       |
| Ministro de Agricultura                 | Gabriel Rosas (1988-1990)                                     |                                         | Partido Liberal |        |       |
| Ministro de Trabajo y Seguridad Social  |                                                               | José Name Terán (1986-1988)             | Partido Liberal |        |       |
| Ministro de Trabajo y Seguridad Social  | Diego Younes (1988-1989)                                      |                                         | Partido Liberal |        |       |
| Ministro de Trabajo y Seguridad Social  | María Teresa Forero de Sade (1989-1990)                       |                                         | Partido Liberal |        |       |
| Ministro de Salud                       |                                                               | Cesár Esmeral (1986-agosto de 1987)     | Partido Liberal |        |       |
| Ministro de Salud                       | José Granada (1987-1988)                                      |                                         | Partido Liberal |        |       |
| Ministro de Salud                       | Eduardo Díaz (1988-1990)                                      |                                         | Partido Liberal |        |       |
| Ministerio de Educación Nacional        |                                                               | Marina Uribe (1986-1987)                | Partido Liberal |        |       |
| Ministerio de Educación Nacional        | Antonio Yepes (1987-1988)                                     |                                         | Partido Liberal |        |       |
| Ministerio de Educación Nacional        | Manuel Francisco Becerra (1988-1990)                          |                                         | Partido Liberal |        |       |
| Ministra de Obras Públicas y Transporte |                                                               | Luis Fernando Jaramillo (1986-1987)     | Partido Liberal |        |       |
| Ministra de Obras Públicas y Transporte | Luz Priscila Ceballos (1987-1990)                             |                                         | Partido Liberal |        |       |
| Ministra de Obras Públicas y Transporte | Juan Felipe Gaviria (1990)                                    |                                         | Partido Liberal |        |       |
| Ministro de Minas y Energía             |                                                               | Guillermo Perry (1986-1988)             | Partido Liberal |        |       |
| Ministro de Minas y Energía             | Óscar Mejía (1988-1989)                                       |                                         | Partido Liberal |        |       |
| Ministro de Minas y Energía             | Margarita Mena (1989-1990)                                    |                                         | Partido Liberal |        |       |

## Política económica
El programa de apertura económica se inició con su administración, que abrió los mercados colombianos al mundo y recargó la economía del país, si bien este programa fue acelerado durante el mandato siguiente (César Gaviria), lo que sería motivo de fuertes polémicas en el Partido Liberal. En la erradicación de la pobreza destacaron con resultados aceptables "El Plan Nacional de Lucha contra la Pobreza" y el "Plan Nacional de Rehabilitación", este último, el más exitoso, fue dirigido por Rafael Pardo Rueda, Eduardo Díaz Uribe y Eduardo Wills Herrera.
En las elecciones legislativas de 1990, se incluyó a forma de plebiscito una séptima papeleta en que los electores pudieran responder sí o no a la convocatoria de una asamblea para reformar la Constitución de Colombia. El plebiscito logró más de dos millones de votos (recontados informalmente) los cuales crearon un impacto en el presidente Barco, que viendo la cantidad de votos decidió apoyarlo como una forma de democracia participativa. El presidente Barco, mediante decreto ley 927 del 3 de mayo de 1990, ordenó a la Registraduría Nacional contabilizar los votos que en las siguientes elecciones presidenciales del 27 de mayo se emitieran a favor de la convocatoria. En un fallo sin precedentes, la Corte Suprema de Colombia declaró exequible el decreto, y la papeleta obtuvo respuesta afirmativa de cinco de los seis millones de votantes.

## Relaciones internacionales

### Crisis de la Corbeta Caldas

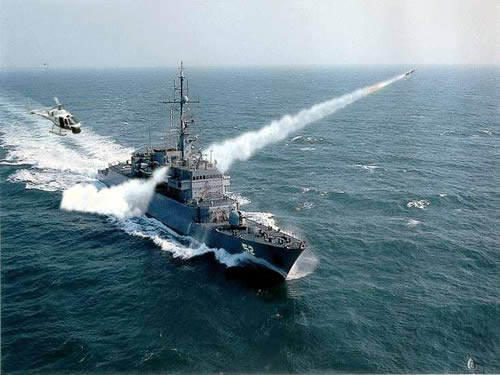
Corbeta ARC Caldas (FM-52) de la Armada colombiana.

En las relaciones colombo-venezolanas el presidente Barco lidió con la crisis de la Corbeta Caldas el 9 de agosto de 1987 con el ingreso de la corbeta de la Armada de Colombia A.R.C. Caldas en aguas sobre el Golfo de Venezuela que han estado en disputa entre Colombia y Venezuela. El presidente venezolano Jaime Lusinchi, autorizó una gran movilización de las fuerzas armadas venezolanas, incluyendo aviones F-16 que sobrevolaron las naves colombianas, esperando órdenes para atacar. Barco también ordenó una movilización militar además de cambiar las hipótesis de conflicto para su preparación militar, estableciendo como X-2 a Venezuela y X-3 a Nicaragua. Se ordenó la movilización de varias unidades del ejército y del Submarino ARC Tayrona a la zona como apoyo. El 17 de agosto de 1987, la crisis llegó a su máximo punto. El gobierno de Venezuela iba a ordenar el hundimiento de la Corbeta ahora Fragata ARC Independiente que llegó a la zona para relevar a la ARC Caldas, sin embargo la Fragata colombiana también estaba preparada para hundir varias unidades venezolanas, y el submarino Tayrona a las demás que estuvieran en la zona. Por pedido del secretario de la OEA João Clemente Baena Soares y el presidente de Argentina Raúl Alfonsín el gobierno colombiano retiró la corbeta de la zona.
A la llegada de Carlos Andrés Pérez a la Presidencia de Venezuela en 1989, Barco creó junto a su homólogo venezolano, las llamadas Comisiones de Vecindad para promover el desarrollo fronterizo y reducir las tensiones entre ambos países.

## Seguridad y conflicto armado interno

### Fortalecimiento de las Fuerzas Militares
Las Fuerzas Militares pasan de 150000 hombres en 1988 a 210000 hombres en 1989. El ejército que contaba ahora en sus filas 140000 hombres, empezó a conformar con los primeros contingentes de soldados profesionales (unos 2000 inicialmente), se crean 14 batallones contraguerrilla (BCG) y adquiere helicópteros Black Hawk en julio de 1988.

### Guerra contra el Cartel de Medellín

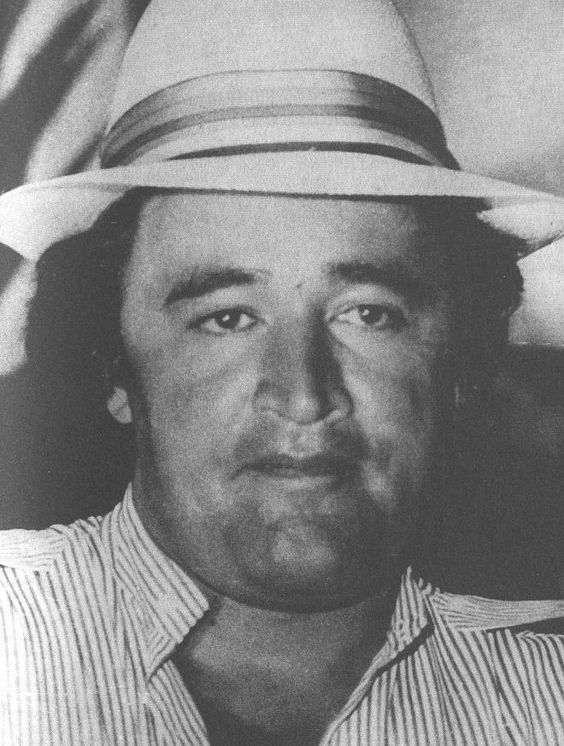
La muerte de Gonzalo Rodríguez Gacha fue considerada como un gran éxito del Gobierno de Barco.

En febrero de 1987, la Corte Suprema declaró la inaplicabilidad del Tratado de Extradición de ciudadanos colombianos hacia Estados Unidos por cargos de narcotráfico con el argumento de que en el momento de su entrada en vigor no había sido ratificado por el entonces presidente, Julio César Turbay. El gobierno quedó sin base legal prácticamente para combatir a organizaciones delictivas como el Cartel de Medellín. Barco ratificó el Tratado, aprovechando el hueco legal de extraditar bajo vía administrativa, pero la Corte Suprema insistió en su invalidez. Al emprender contra los narcotraficantes, acciones policiales, aprobando la extradición a los Estados Unidos e inició la persecución contra el enriquecimiento ilícito, estos se tornaron más violentos secuestrando a políticos como Andrés Pastrana y asesinando a otros como los candidatos presidenciales Jaime Pardo Leal, Luis Carlos Galán,y Carlos Pizarro, el procurador general Carlos Mauro Hoyos, el director del diario El Espectador Guillermo Cano Isaza, el Juez Gustavo Zuluaga, el Coronel de la Policía antinarcóticos Jaime Ramírez Gómez, el Coronel Valdemar Franklin Quintero, el Gobernador de Antioquia, Antonio Roldán Betancur y el 28 la Jueza María Helena Díaz. el Magistrado Héctor Jiménez Rodríguez, el Periodista Jorge Enrique Pulido, el representante a la Cámara Luis Francisco Madero, y la Jueza del Tribunal Antioqueño, María Elena Espinosa.
Tras la muerte de Luis Carlos Galán, el presidente Barco ordenó a las fuerzas militares golpear las estructuras del narcotráfico, particularmente a "Los Extraditables". Algunos de los atentados notables perpetrados por "Los Extraditables" fueron el Atentado al edificio del DAS y el atentado al Vuelo 203 de Avianca. Las fuerzas militares utilizaron despliegue de medios, realizaron detenciones masivas, allanaron e incautaron propiedades de capos. El 15 de diciembre de 1989, el gobierno logró dar de baja al narcotraficante Gonzalo Rodríguez Gacha, jefe militar del Cartel de Medellín.
El 17 de enero de 1990, "Los Extraditables" le ofrecieron al presidente Barco un pacto por el que aceptaban la victoria de las autoridades y cesaban en sus ataques terroristas a cambio de garantías legales y constitucionales. El presidente Barco rechazó la propuesta, que hubiera significado la revocación política del judicialmente suspendido Tratado de Extradición. Los narcotraficantes reanudaron los atentados terroristas en abril.
Tras la presión montada por el gobierno estadounidense, con un despliegue naval frente a costas colombianas que comenzó el 7 de enero de 1990, la política exterior del presidente Barco se convirtió entonces en una cruzada internacional para cerrarle el cerco al narcotráfico en Colombia. En febrero de 1990, el presidente Barco fue el anfitrión de una cumbre especial en Cartagena de Indias con los presidentes George H. W. Bush de Estados Unidos, Jaime Paz Zamora de Bolivia y Alan García del Perú para coordinar la guerra contra las drogas.

### Desmovilización de grupos guerrilleros
Las negociaciones del gobierno de Barco por la paz lograron la desmovilización de la guerrilla del Movimiento 19 de Abril (M-19) y del 95% del Ejército Popular de Liberación (EPL); fue junto a los desmovilizados del M-19, el expresidente Misael Pastrana y el movimiento de la Séptima Papeleta, uno de los grandes impulsores de la Asamblea Constituyente de Colombia de 1991.  El 8 de marzo de 1990, Barco firmó la paz con el M-19, pese al asesinato de Carlos Pizarro Leongómez, el 26 de abril de 1990, así como dejó iniciadas las negociaciones con el EPL, que se desmovilizó en 1991, después del asesinato de 'Ernesto Rojas' en 1987, y de tomas guerrilleras, combates con los paramilitares y Fuerza Pública.
Las Fuerzas Armadas Revolucionarias de Colombia - Ejército del Pueblo (FARC-EP) tras las fallidas conversaciones de paz y el exterminio de la Unión Patriótica, el 15 de noviembre de 1987 las FARC-EP asesinan al parlamentario paramilitar Pablo Emilio Guarín, continuando las acciones armadas y diálogos intermitentes hasta 1990 y el Ejército de Liberación Nacional (ELN) en expansión y en guerra con los paramilitares continuaron en su guerra contra el Estado. Además serían las únicas organizaciones junto a las disidencias del EPL que continuaron con la Coordinadora Guerrillera Simón Bolívar.

### Guerra verde y expansión paramilitar
La guerra verde del capo del Cartel de Medellín Gonzalo Rodríguez Gacha, con los esmeralderos de Boyacá divididos en dos grupos:  el grupo de Coscuez contra Víctor Carranza, Luis Murcia Chaparro 'El Pequinés' y Gilberto Molina y el grupo de Muzo-Borbur, además se atenta contra quienes denunciaban estos hechos.  Terminó después de la muerte de Gonzalo Rodríguez Gacha‘El Mexicano’, el 12 de julio de 1990, con la firma de un acuerdo de paz entre Víctor Carranza y  Luis Murcia Chaparro 'el Pequinés'(asesinado en 2014) Esta guerra dejó alrededor de 3500 muertos.
Los paramilitares expanden el modelo de Puerto Boyacá declarada la Capital antisubversiva de Colombia (la Asociación Campesina de Ganaderos y Agricultores del Magdalena Medio ACDEGAM; comandada por Henry Pérez y Ariel Otero) fue exportado al resto del país y entrenaron a sus pares en Córdoba, Urabá y Antioquia (de los hermanos Castaño: Fidel, Carlos y Vicente denominados primero como 'Los Tangueros' luego como Muerte a Revolucionarios del Nordeste Antioqueño, MRN, posteriores  Autodefensas Campesinas de Córdoba y Urabá),Boyacá, Cundinamarca, Putumayo y Meta (Los Masetos, de Rodríguez Gacha jefe de un ejército privado entrenado por mercenarios británicos e israelíes y el Movimiento Obrero Estudiantil Nacional Socialista MOENS), Cesar (los hermanos Prada); en la Sierra Nevada de Santa Marta (Hernán Giraldo y Los Rojas);y en Casanare (las Autodefensas Campesinas de Casanare ACC de Los Buitrago).Los manuales de contrainsurgencia del Ejército Nacional, como el EJC-3-10,de noviembre de 1987 del General Oscar Botero, se les considera a los paramilitares como apoyos indispensables en la lucha contra la subversión. En 1987, el ministro de Gobierno, César Gaviria, reconocía la existencia de 128 organizaciones de “justicia privada”. El gobierno Barco, derogó el Decreto 3398 de 1965, declarando ilegales las autodefensas. La ACDEGAM trató de camuflarse como movimiento político, Movimiento de Restauración Nacional (MORENA), guiado por Ernesto Báez. La campaña narcoterrorista de Los Extraditables, confirmó los vínculos entre narcotráfico y paramilitares.

### El exterminio de la Unión Patriótica y guerra contra la izquierda
La campaña de genocidio político contra la Unión Patriótica (UP), el Movimiento A Luchar, el Frente Popular, excombatientes,defensores de Derechos Humanos y otros movimientos sociales cuyos miembros fueron asesinados desde 1984, y después de las elecciones legislativas de 1986 vivieron su recrudecimiento en el gobierno de Barco, esta campaña fue efectuada por paramilitares, narcotraficantes, militares, funcionarios públicos, entre otros.  En septiembre de 1986, con el asesinato del senador Pedro Nel Jiménez en Villavicencio,  el representante a la cámara Leonardo Posada en Barrancabermeja. El 25 de agosto de 1987 asesinado Héctor Abad Gómez, el 11 de octubre de asesinado el presidente de la UP Jaime Pardo Leal, el 24 de noviembre, 5 miembros de la JUCO muertos en Medellín. El 21 de febrero de 1988 masacre en Vista Hermosa (Meta): 14 muertos. El 4 de marzo, la ACDEGAM:Masacre de La Honduras y La Negra:20 muertos. El 3 de abril en la Mejor Esquina (Córdoba), la banda de los Magníficos:  28 muertos; el 11 del abril: 23 muertos en Turbo. El Ejército Nacional, entre el 14 y el 15 de junio a 17 masacre en la vereda El Topacio, San Rafael (Antioquia). El 30 de agosto 16 muertos en El Tomate (Córdoba), y el 11 de noviembre, “los Tangueros”: la masacre de Segovia (Antioquia):43 muertos. El 18 de enero de 1989 por el Ejército Nacional: masacre de La Rochela:12 muertos. Asesinados el 27 de febrero Teófilo Forero del Partido Comunista y 3 muertos en Bogotá; el 3 de marzo, José Antequera de la UP y herido  Ernesto Samper del Partido liberal. El 29 de mayo la Masacre de Llana Caliente en  San Vicente de Chucuri (Santander), entre militares y paramilitares mueren el Coronel del Ejército Rogelio Correa Campos y 50 personas. En octubre,asesinado el  vicepresidente de la Asamblea de Antioquia, Gabriel Jaime Santamaría. El 14 de enero de 1990, Los Tangueros masacre de Pueblo Bello (Turbo, Antioquia):43 muertos. El 22 de marzo asesinados Bernardo Jaramillo Ossa, candidato presidencial de la UP;y el 26 de abril Carlos Pizarro Leongómez, excomandante del M-19 y candidato presidencial, (declarados como delitos de lesa humanidad por la Fiscalía). En total fueron 2 candidatos presidenciales, 8 congresistas, 13 diputados, 70 concejales, 11 alcaldes y por lo menos 4.153 personas asesinadas, secuestradas o desaparecidas solo de la Unión Patriótica (Estos crímenes fueron declarados en 2014 por la Fiscalía General de la Nación como delitos de lesa humanidad, por lo que su investigación y judicialización no prescribirán). ' Muchos de los sobrevivientes al exterminio abandonaron el país. En 2021, se vincula a Virgilio Barco a una investigación supuestamente se habría reunido con Rafi Eitan y recibido la sugerencia de eliminar a la Unión Patriótica, según una investigación periodística.